# Одишелидзе, Илья Зурабович
Илья Зурабович Одишелидзе (груз. ილია ზურაბის ძე ოდიშელიძე; 1865 — после 1924) — русский и грузинский военачальник, генерал-лейтенант русской армии, Генерал от инфантерии грузинской армии. Главнокомандующий грузинской армией.

## Биография
Родился 25 марта 1865 года.
Общее образование получил в Тифлисском кадетском корпусе. В 1887 году окончил 3-е военное Александровское училище, выпущен подпоручиком в 39-ю артиллерийскую бригаду. Поручик.
В 1894 году окончил Николаевскую академию Генерального штаба по первому разряду с назначением в Кавказский военный округ. С 4 августа 1895 — старший адъютант штаба 2-й Кавказской казачьей дивизии. Капитан (24 марта 1896). С 1 ноября 1896 — цензовое командование ротой во 2-м Кавказском стрелковом батальоне. С 23 сентября 1897 — начальник строевого отдела штаба Усть-Двинской крепости. С 28 сентября 1900 — начальник штаба Усть-Двинской крепости. Подполковник (1902).
С 31 июля 1902 — штаб-офицер при управлении 6-й Восточно-Сибирской стрелковой бригады. С 24 февраля 1904 — и. д. начальника штаба 6-й Восточно-Сибирской стрелковой дивизии. Участник русско-японской войны. С 22 сентября 1904 — и. д. начальника штаба 3-й Восточно-Сибирской стрелковой дивизии. Полковник (6 декабря 1904, за отличие). С 11 марта 1906 — командир 3-го Восточно-Сибирского стрелкового полка. С 31 июля 1907 — командир 11-го Восточно-Сибирского стрелкового полка.
С 30 октября 1909 — и. о. генерала для поручений при командующем войсками Туркестанского военного округа. 16 июля 1910 года утверждён в занимаемой должности с производством в генерал-майоры.
С 9 ноября 1911 — военный губернатор Самаркандской области. С 9 января 1914 — начальник штаба Туркестанского военного округа.

Рот, коренной офицер Туркестанской артиллерийской бригады, окончивший академию три года назад, принял нас с начальнически-покровительственным видом. Предложив нам, подать рапорт о прибытии, он представил нас исполняющему обязанности генерал-квартирмейстера штаба округа полковнику Одишелидзе. Средних лет полковник Генерального штаба с орденом Георгия 4-й степени за русско-японскую войну — Одишелидзе производил впечатление умного и решительного человека. Впоследствии он был начальником штаба Туркестанского военного округа, а в мировую войну — начальником штаба 1-й армии.— Шапошников Б.М. Воспоминания.
С 11 октября 1914 — генерал-лейтенант. С 13 октября 1914 — начальник штаба 10-й армии генерала Ф. В. Сиверса. С 23 декабря 1914 — начальник штаба 1-й армии генерала А. И. Литвинова.

Начальником штаба был генерал Одишелидзе, человек не без странностей, а в общем — добродушный, недалёкий, отяжелевший грузин.— Гончаренко Г. И. Красный Главком // Красный хоровод. — М.: Вече, 2008. — С. 234.
С 16 января 1917 года — командир 15-го армейского корпуса. С 12 по 24 апреля 1917 — командующий 1-й армией. С 12 сентября по 9 октября 1917 — командующий 3-й армией.
С 2 октября 1917 года — командующий Кавказской армией. Поощрял создание национальных корпусов, пытался препятствовать развалу армии. В феврале 1918 года пытался организовать сопротивление турецким войскам. Помощник военного министра Закавказской республики. В апреле 1918 года снят с должности по требованию представителей Армении за националистические выступления.
4 июня 1918 года в чине генерала от инфантерии состоял членом делегации Грузинской республики при подписании договора с Турцией. С 1919 года занимал высшие командные посты в грузинской армии. В 1920 — второй помощник военного министра Грузии. Осенью 1920 — главнокомандующий грузинской армией. После установления в Грузии советской власти эмигрировал в Турцию. В 1924 году серьёзно зондировался советскими агентами на предмет возвращения в СССР, но в итоге отказался от этого предложения.

## Награды
- Орден Святого Станислава III степени (1902)
- Орден Святой Анны III степени с мечами и бантом (1905)
- Орден Святого Владимира IV степени с мечами и бантом (1905)
- Орден Святого Владимира III степени с мечами (1905)
- Золотое оружие (29.03.1905)[5].
- Орден Святой Анны II степени с мечами (1906)
- Орден Святого Георгия IV степени (19.09.1907)
- Орден Святого Станислава I степени (06.12.1912)
- Орден Святой Анны I степени с мечами (25.10.1914).